# イメーヌエル・ラースン
イメーヌエル・ラースン（Carl Frederik Emanuel Larsen、通常 Emanuel Larsenと呼ばれる。1823年9月15日 - 1859年9月24日）はデンマークの海洋画家である。

## 略歴
コペンハーゲンで生まれた。1839年からデンマーク王立美術院で学び、海洋画家としても知られる、クリストファー・エカスベアやフレデリク・テオドール・クロスに学んだ。エカスベアの指導で海洋画を専門とし、1845年からシャルロッテンボー宮殿で行われる展覧会に毎年出展した。同じ年に、デンマーク海軍の軍艦のフェロー諸島とアイスランドへの航海に同乗を許された。プロイセンとの間に第一次シュレースヴィヒ戦争が始まると、ユットランドの南部で、デンマークの軍艦を描いた。1851年に王立美術院のノイハウゼン賞（De Neuhausenske Præmier）を受賞した。
1852年から1854年の間、イギリス、オランダ、ベルギー、パリ、フランスの地中海沿岸地域を旅した。短い病気の後36歳で没した。

## 作品

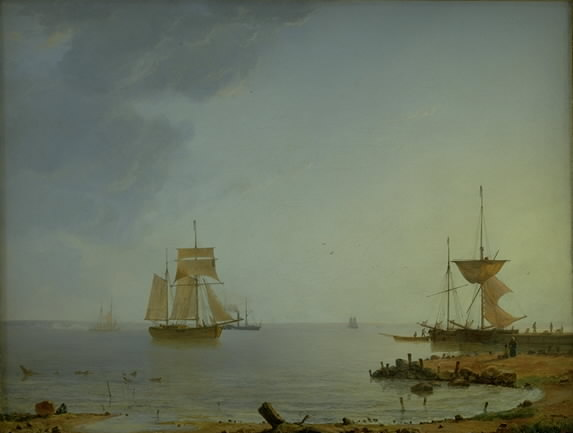
ゼーランド沖の朝の艦船 (1845)
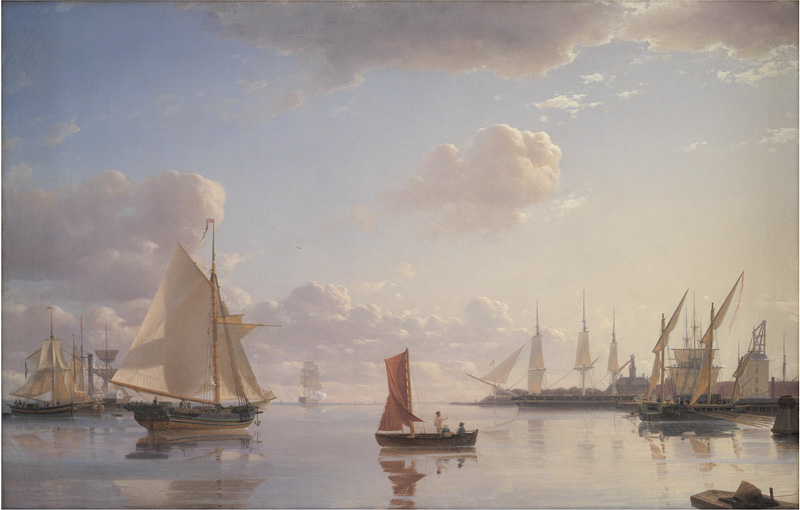
コペンハーゲンの港の風景 (1850).
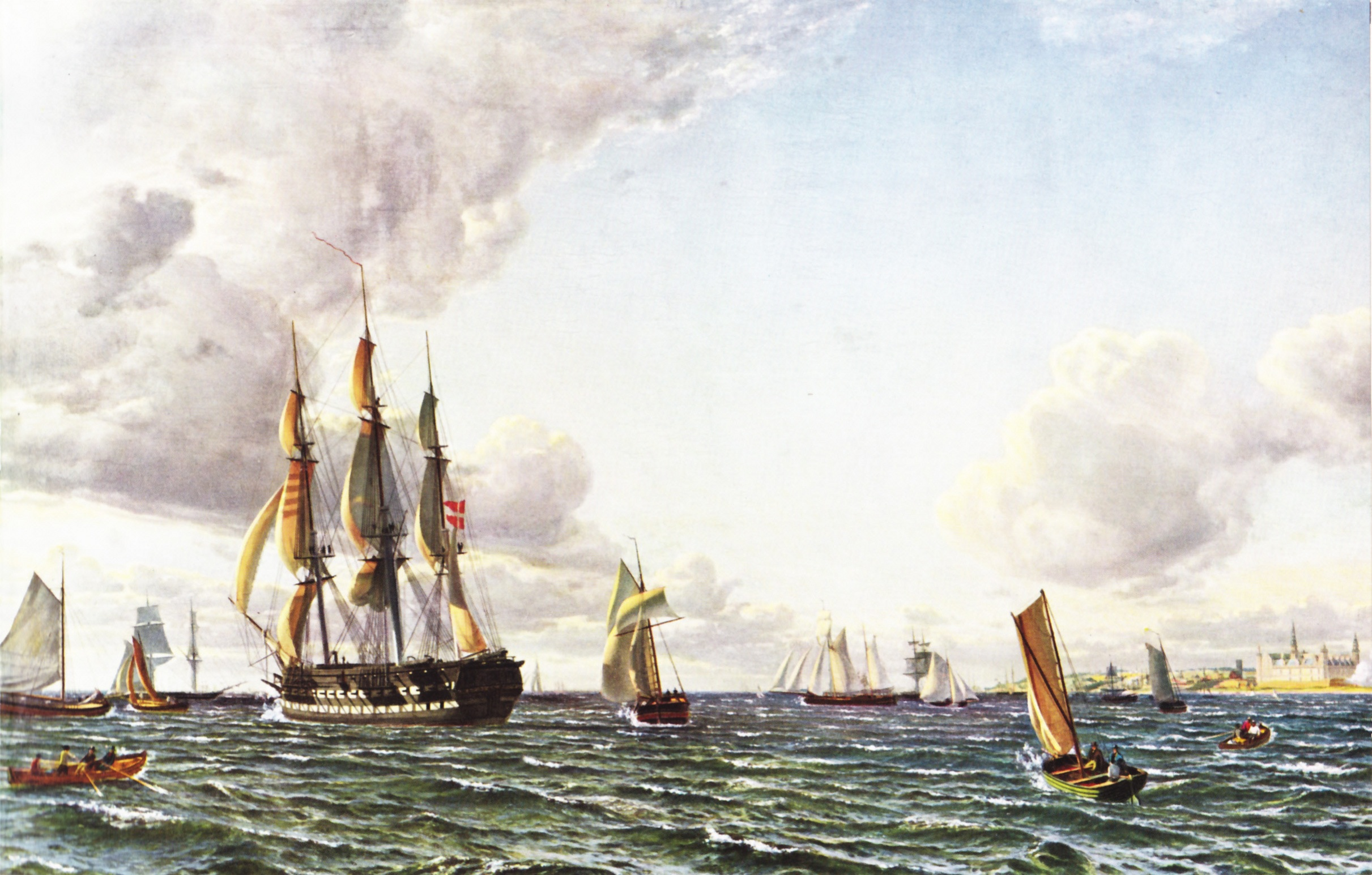
"Valdemar"の出航  (1856)
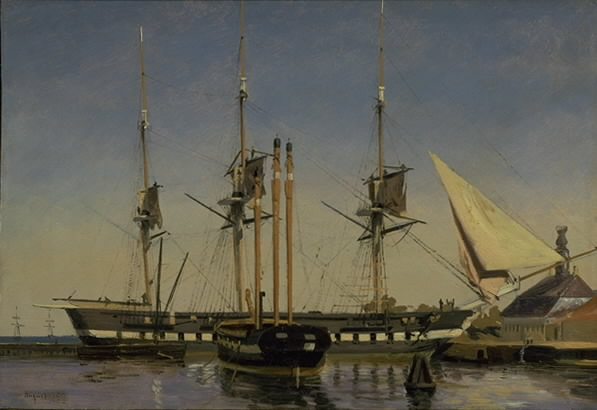
フリゲート艦 "Niels Juel" (1857)
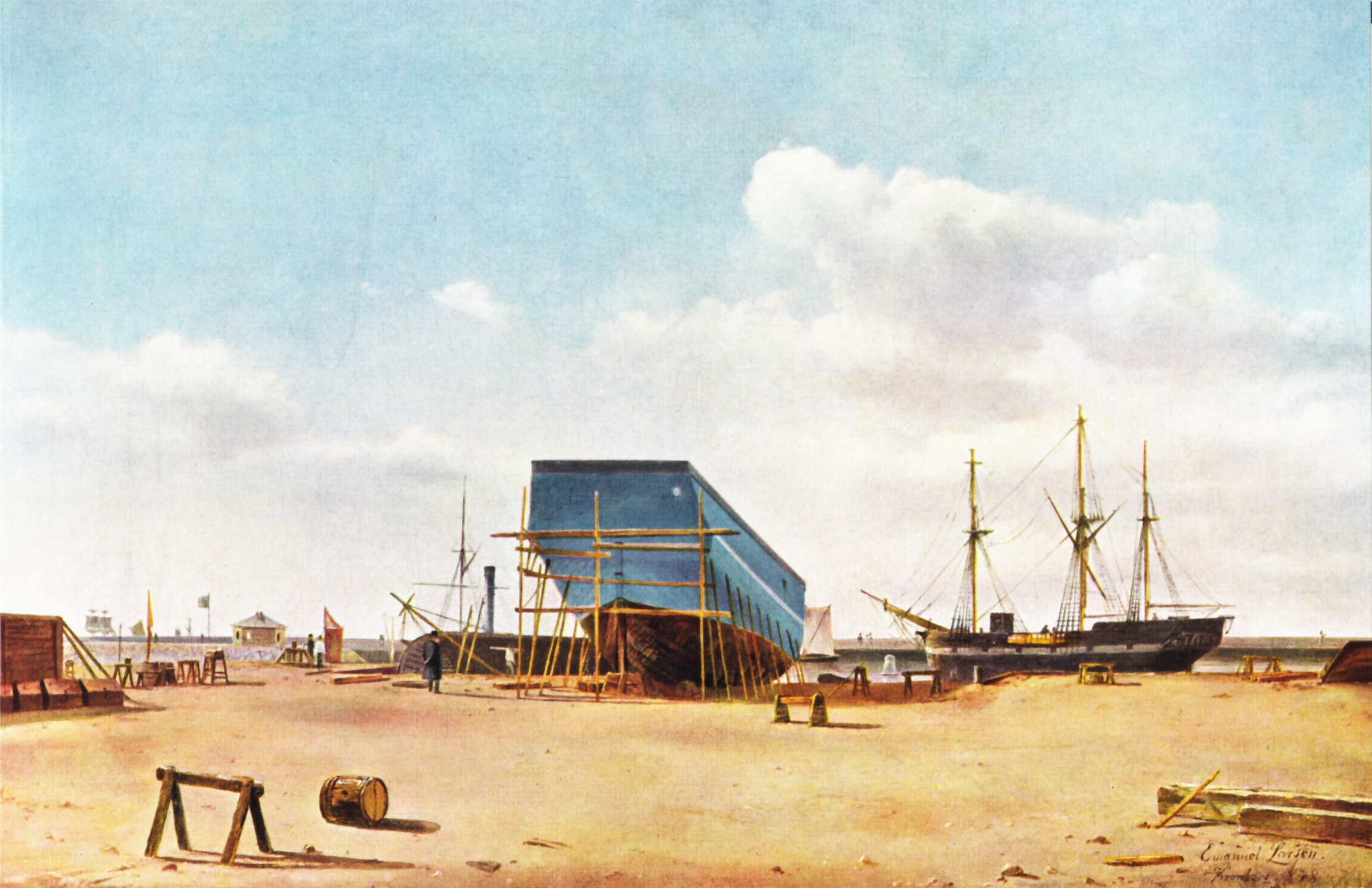
Helsingørのシップヤード
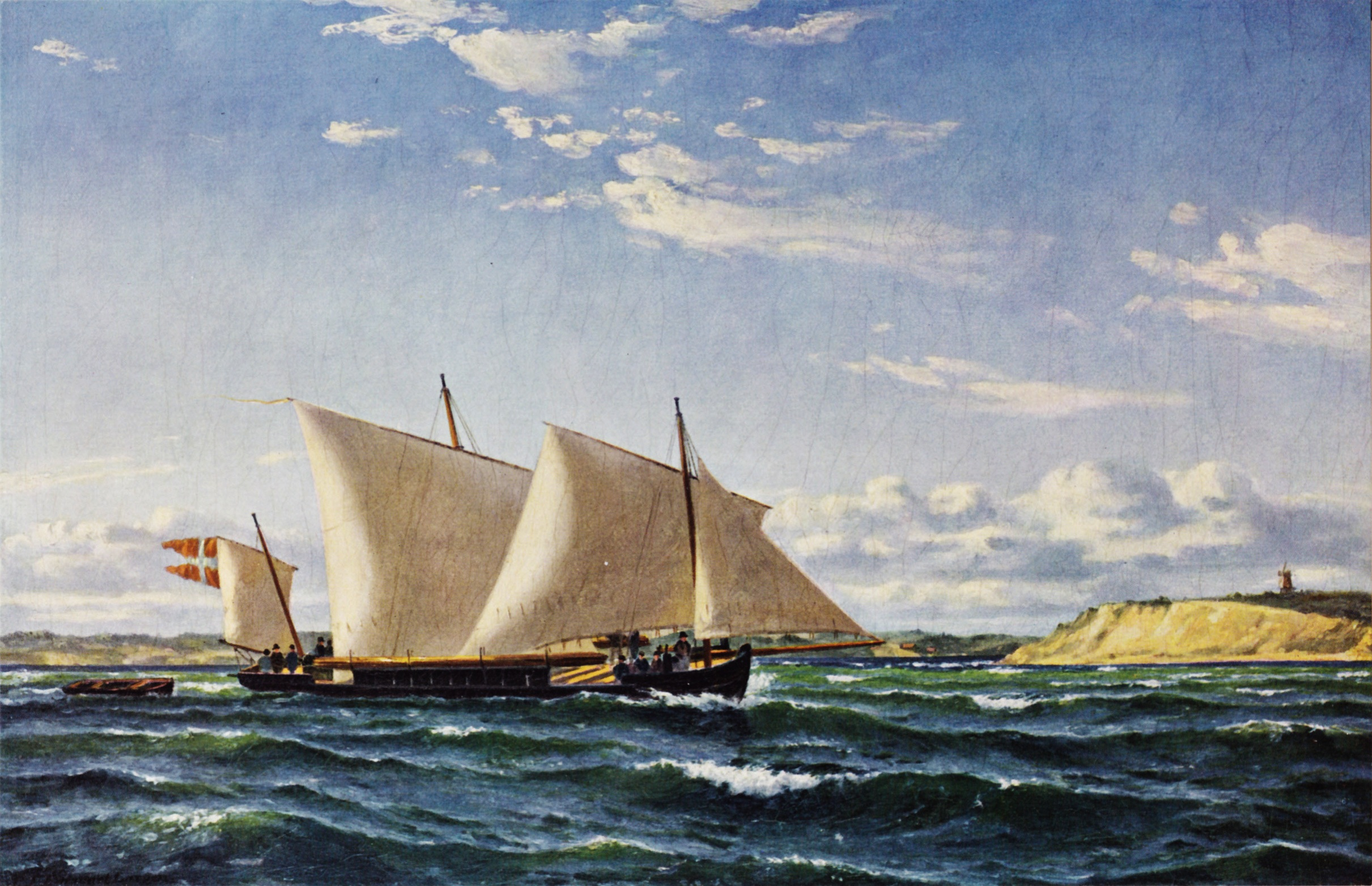
Alssundのガンボート